# Internationale Gastprofessur der Peter Behrens School of Arts

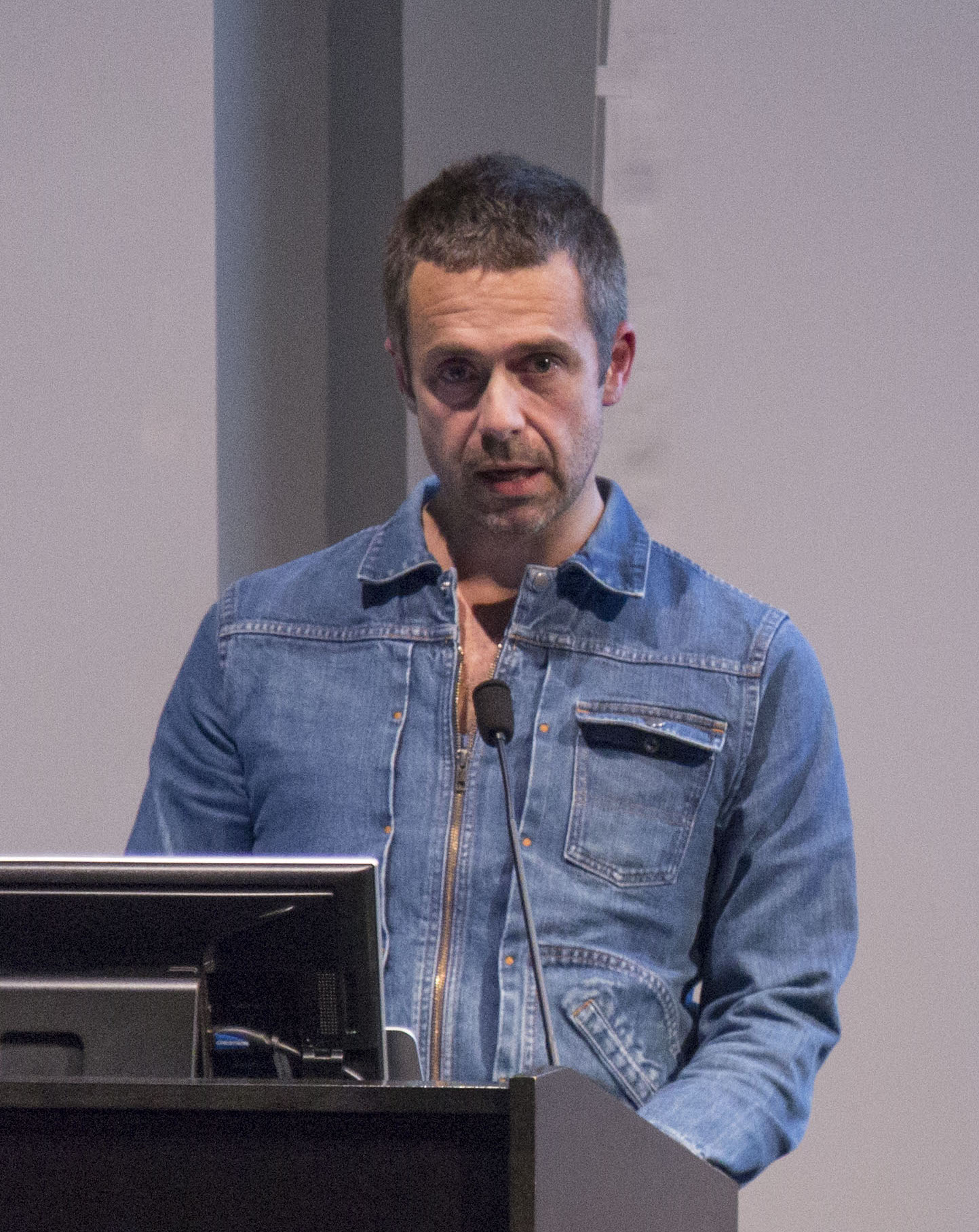
WS 2016/17: Alexandre Theriot

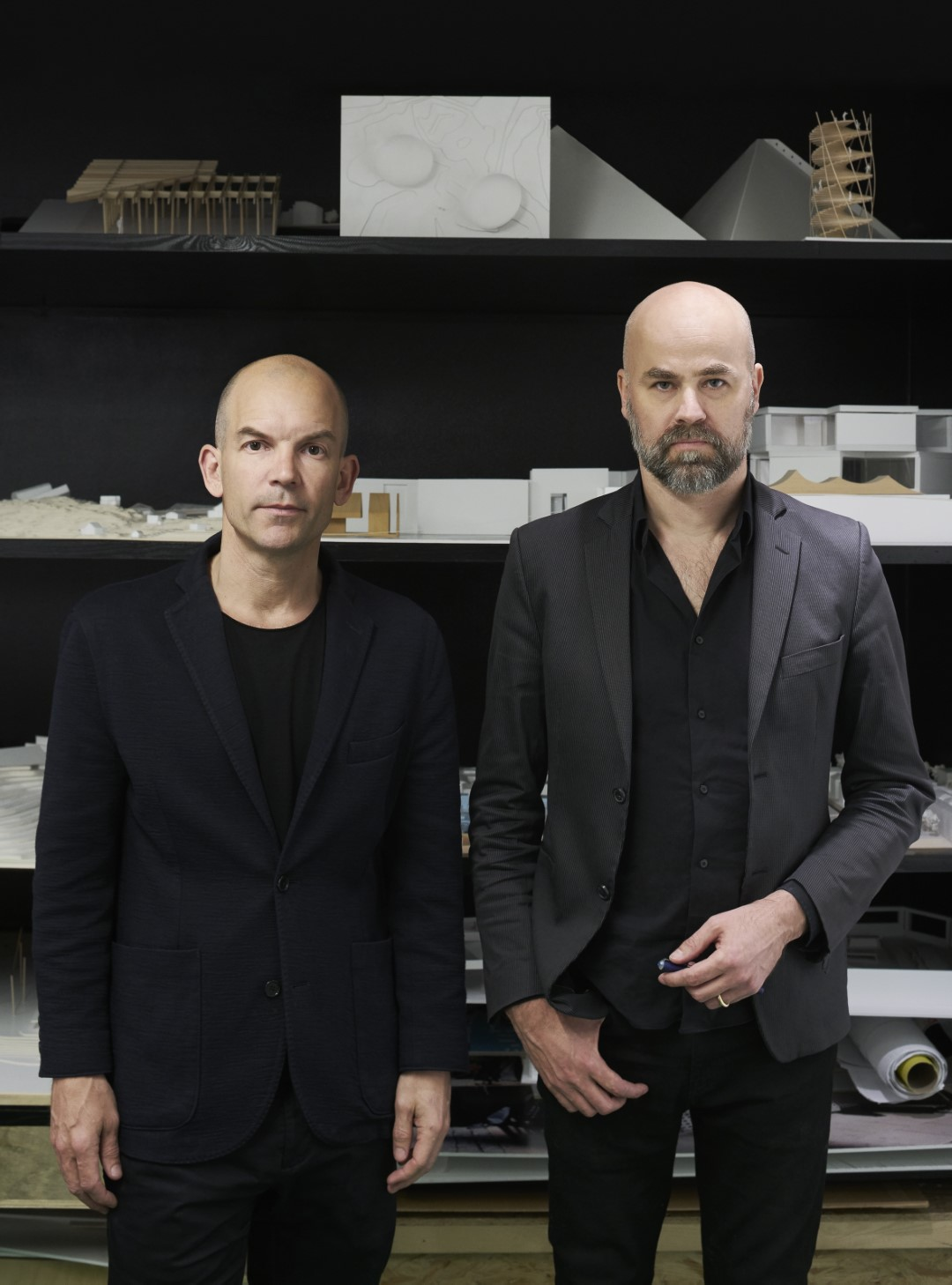
WS 2014/15 und SS 2015: Bolle Tham und Martin Videgård

SS 2012: Gregor Eichinger

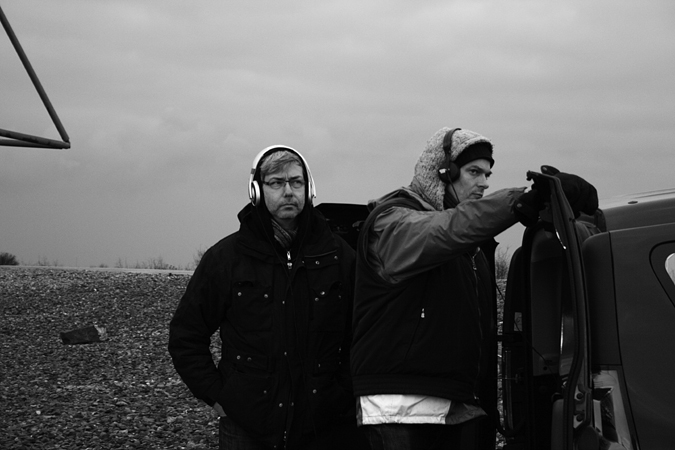
SS 2008: Marc Weis und Martin De Mattia

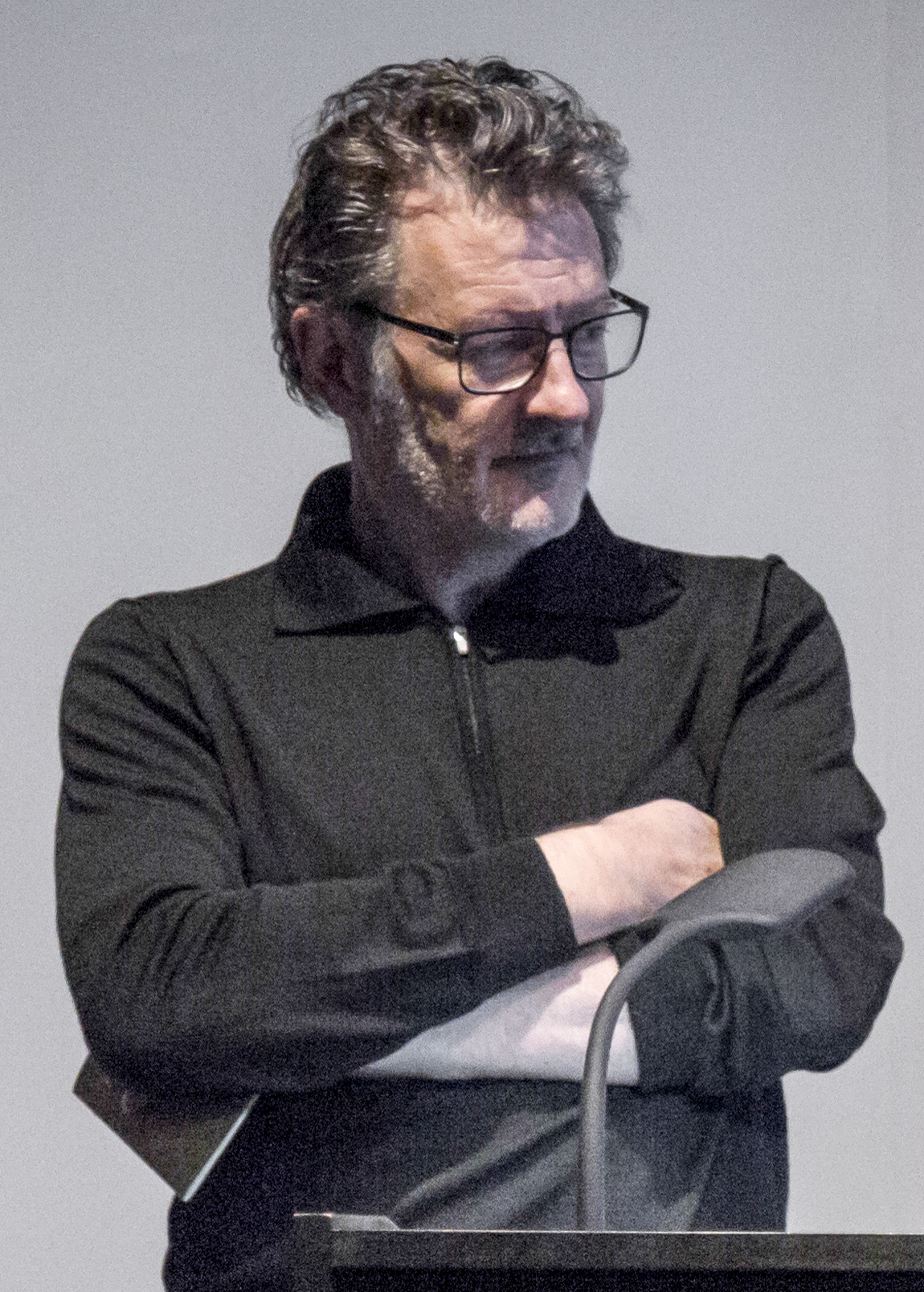
SS 2005: Jean-Philippe Vassal

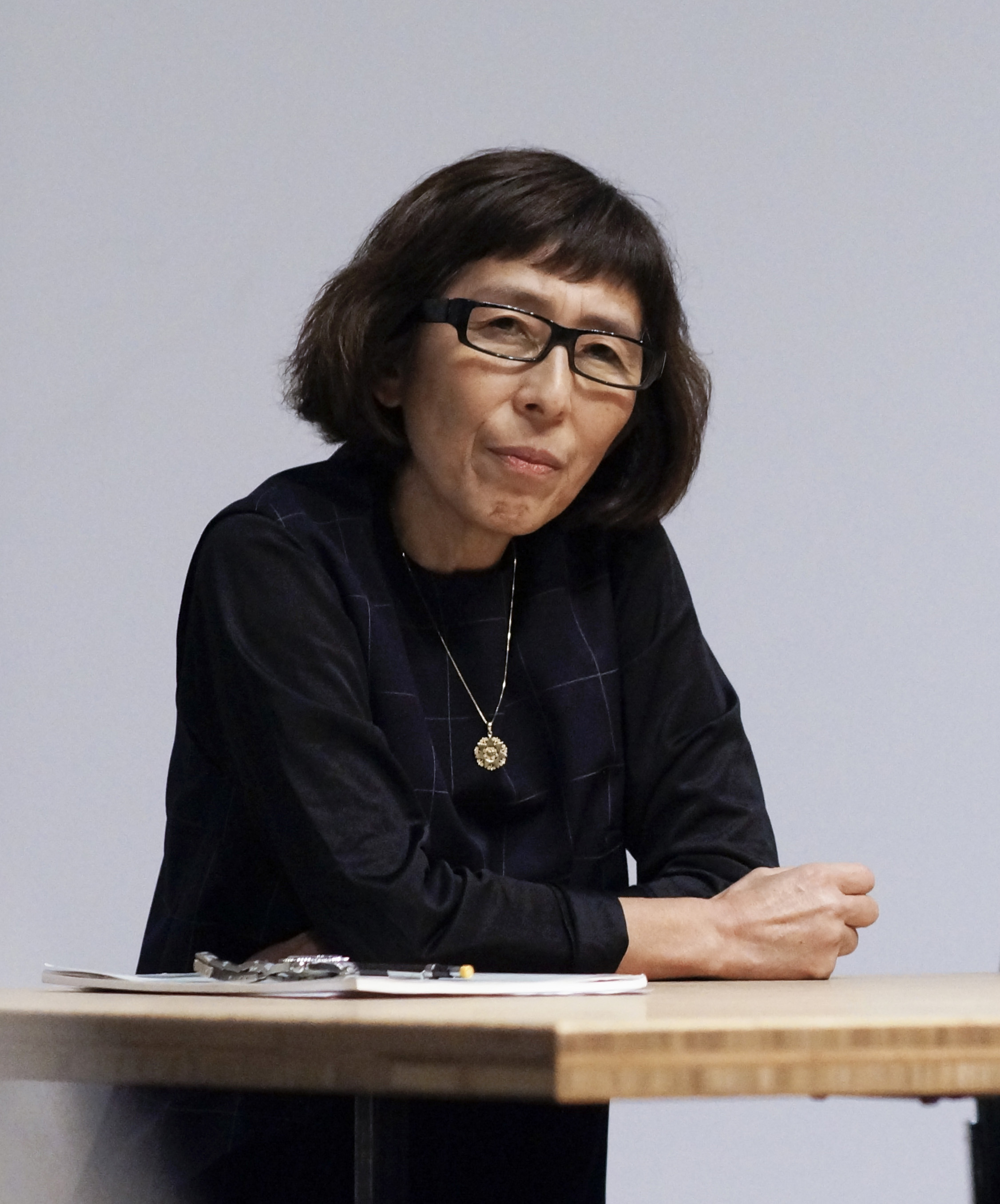
WS 2004/05: Kazuyo Sejima

Die Internationale Gastprofessur der Peter Behrens School of Arts ist eine seit 2004 für die Dauer eines Semester berufene Gastprofessur an renommierte Architekten, Innenarchitekten und Künstler aus aller Welt. Die verschiedenen Sichtweisen und Herangehensweisen der Gastprofessoren ermöglichen es den Studierenden, Problemstellungen aus anderer Sicht zu beurteilen und ihr Wissen zu erweitern. Es wendet sich an Studierende im Master an und die Unterrichtssprache ist in der Regel Englisch. Zwischen 2005 und 2014 hieß die Fakultät für Architektur der Hochschule Düsseldorf Peter Behrens School of Architecture und seit 2015 trägt sie den Namen Peter Behrens School of Arts.

## Gastprofessoren
- SS 2025: Mathew Emmett
- WS 2024/25: Francisco Cifuentes
- SS 2024: Laura Cristea
- WS 2023/24: Liviu Vasiu
- SS 2023: Juliane Greb
- WS 2022/23: Philippe Rahm
- SS 2022: Lars Fischer
- WS 2021/22: Elena Schütz, Julian Schubert und Leonard Streich
- SS 2021: Elena Schütz, Julian Schubert und Leonard Streich
- WS 2020/21: Yves Moreau
- SS 2020: Nicolas Guérin und François Chas
- WS 2019/20: Nicolas Guérin und François Chas
- SS 2019: Susanne Eliasson und Anthony Jammes
- WS 2018/19: Stephanie Davidson und Georg Rafailidis
- SS 2018: Andrea Zanderigo
- WS 2017/18: Alexander Dierendonck
- WS 2016/17: Alexandre Theriot und Stéphanie Bru
- SS 2016: André Kempe und Oliver Thill
- WS 2015/16: André Kempe und Oliver Thill
- SS 2015: Bolle Tham und Martin Videgård
- WS 2014/15: Bolle Tham und Martin Videgård
- SS 2014: Kamiel Klaasse
- WS 2013/14: Thomas Vietzke und Jens Borstelmann
- SS 2013: Tatiana Bilbao und David Vaner
- WS 2012/13: Frédéric Druot
- SS 2012: Gregor Eichinger
- WS 2011/12: Markus Bader, Richard Kroeker
- SS 2011: Raphaëlle Hondelatte und Anna Chavepayre
- WS 2010/11: Thomas Willemeit[1]
- SS 2010: Barbara Holzer
- WS 2009/10: Fuensanta Nieto
- SS 2009: Alex de Rijke
- WS 2008/09: Matali Crasset[2]
- SS 2008: Marc Weis und Martin De Mattia[3]
- WS 2007/08: Pierre Lafon
- WS 2006/07: Brian MacKay-Lyons
- SS 2006: Markus Allmann, Mary-Ann Ray[4]
- WS 2005/06: Stefan Zwicky
- SS 2005: Jean-Philippe Vassal
- WS 2004/05: Kazuyo Sejima und Ryue Nishizawa[5]
- SS 2004: Duncan Lewis

## Lehrbeauftragte
- seit WS 2023/24: Laura Garcia Blanco
- WS 2018/19–SS 2023: Katrin Tacke
- WS 2012/13–SS 2018: Christina Lotzemer-Jentges